# 糸崎站
糸崎站（日语：／ Itozaki eki */?）是位於廣島縣三原市糸崎四丁目，西日本旅客鐵道（JR西日本）、日本貨物鐵道（JR貨物）山陽本線的車站。

## 歷史

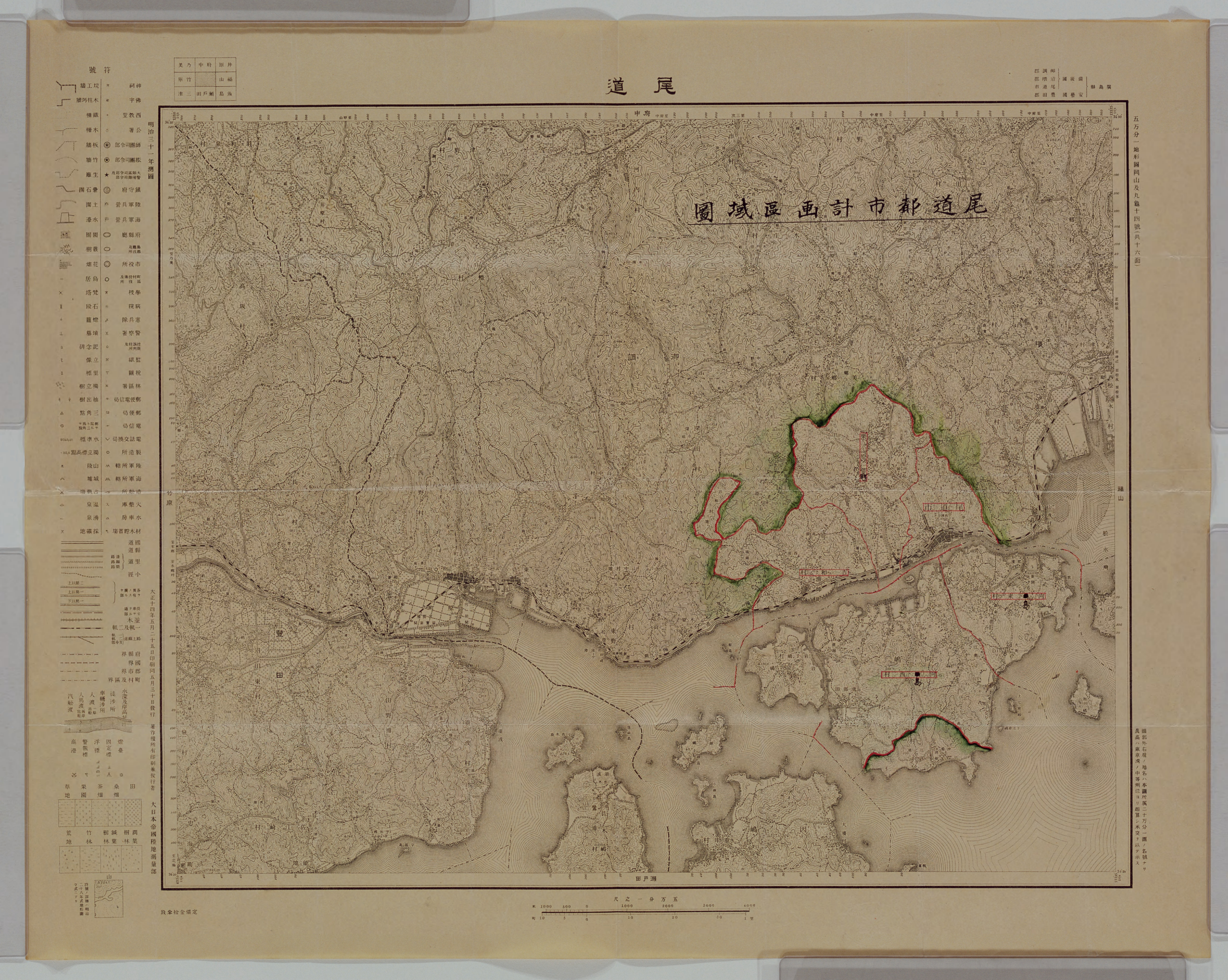
在1929年由尾道市製作的「尾道都市計劃周域圖」。左邊為三原的"三原"站。右邊為「糸崎」站。

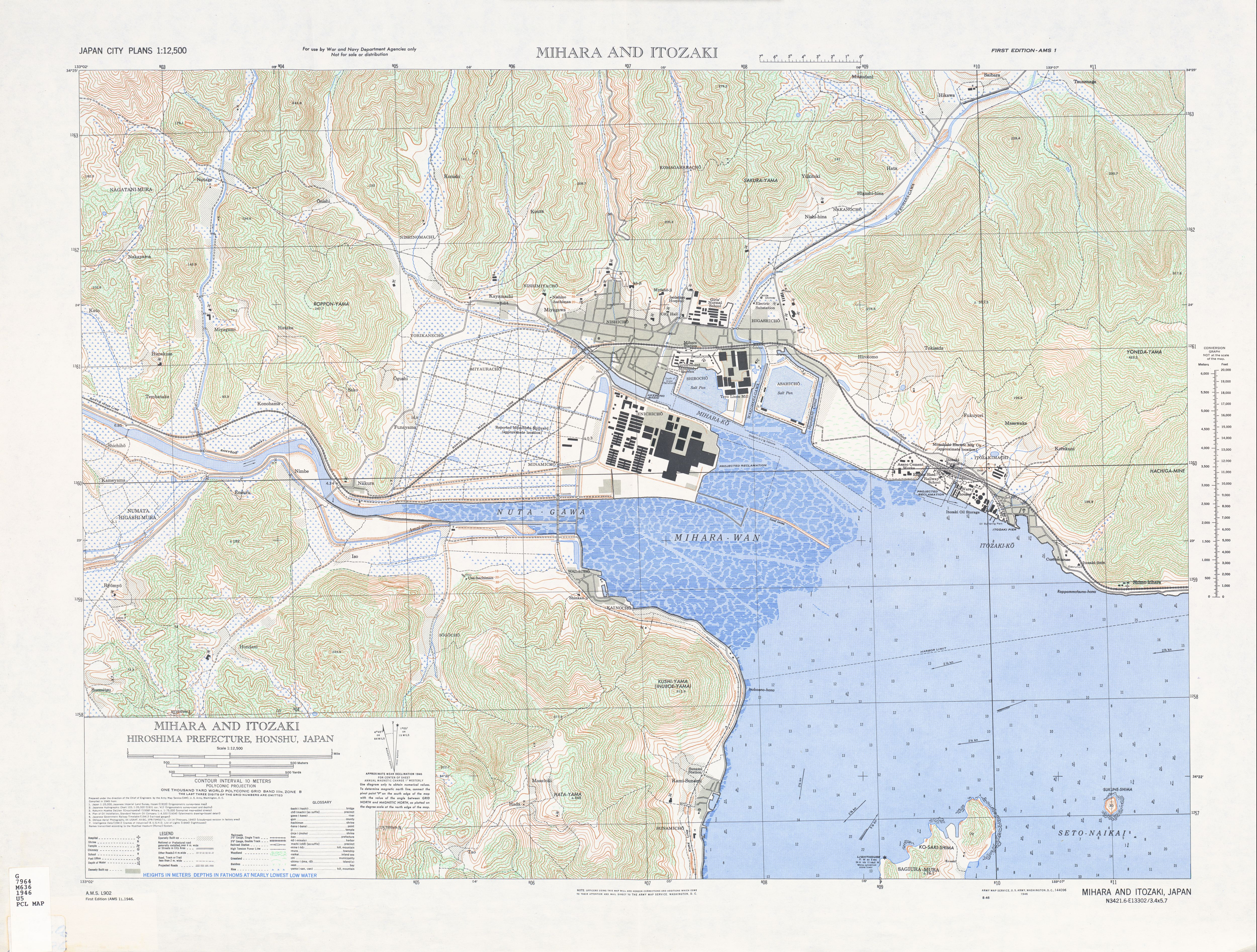
在1945年由美軍製作的三原市地圖。部分資料取自1930年代的資訊。地圖中心右邊為糸崎。

此站在1892年（明治25年）7月，山陽鐵道從尾道站伸延至此站而啟用，當時為山陽鐵道的終點站，由於在啟用當初是距離三原最近的車站，因此名為三原站（日语：／）；直到在啟用二年後的1894年（明治27年）6月，山陽鐵道從此站繼續往西延長至廣島站，在三原的市區中同時也新設立的車站，因此市區中的新車站直接使用「三原站」之名，而此站則改名為糸崎站（日语：／）。
1906年（明治39年）12月，山陽鐵道被國有化，在3年後的1909年（明治42年）10月制定路線名稱，神戶站至下關站之間，以及兵庫站至和田岬站之間名為山陽本線，使此站成為國有鐵道山陽本線的車站。
在車站啟用至1970年代之間，於車站南邊設有糸崎機關區。在1960年代初之前，所有急行列車與部分特急列車均停站，為其中一個重要的車站。隨著山陽本線、吳線電氣化，以及優等列車開始改用電動列車和柴油列車，使於糸崎站通過的列車增加，糸崎站的地位開始下降。在1975年（昭和50年）3月10日，山陽新幹線岡山站至博多站之間開業，使停靠此站的日間優等列車全部廢止。在1980年代前，只有臥鋪特急「隼」在深夜時段（下行於早上3時35分出發）停站。隨後在1990年代前，來往下關的「朝風」也停此站。

### 年表
- 1892年（明治25年）7月20日 - 山陽鐵道尾道站至此站開業，此站啟用，當時名為三原站。為一般車站。
- 1894年（明治27年）6月10日 - 山陽鐵道此站至廣島站開業，為中途車站。由於新設了三原站，此站改名為糸崎站。
- 1906年（明治39年）12月1日 - 山陽鐵道國有化（日语：鉄道国有法），成為官設鐵道車站。
- 1909年（明治42年）10月12日 - 制定路線名稱。成為山陽本線車站。
- 1986年（昭和61年）11月1日 - 終止貨物起卸業務。
- 1987年（昭和62年）
  - 3月31日 - 再次開始貨物起卸業務。但是當時並沒有貨運列車班次。
  - 4月1日 - 伴隨國鐵分割民營化，車站由西日本旅客鐵道（JR西日本）營運。
- 1991年（平成3年）3月16日 - 開始處理貨櫃貨物起卸作業。
- 1992年（平成4年）11月1日 - 綠色窗口開始營業開始[2]。
- 1996年（平成8年）3月16日 - 再沒有貨運列車停站，成為汽車代行車站。
- 2006年（平成18年）4月1日 - JR貨物糸崎站（汽車代行車站）改名為「糸崎線外貨運站」。
- 2007年（平成19年）
  - 6月22日 - 引入可接受ICOCA的簡易型自動閘機（日语：自動改札機）。
  - 9月1日 - 此站可以使用ICOCA。
- 2016年（平成28年）4月17日 - 隨著引入CTC[3][4]，閘口與月台設置了LED式列車出發資訊牌。
- 2017年（平成29年）2月11日 - 車站內一名正在進行維修作業的工人於路軌邊緣被貨物列車碰撞使工人死亡。意外原因推斷由於工人太接近路軌而被撞到[5][6][7]。在意外後，JR西日本在「JR西日本 CSR REPORT 2017（企業考動報告書）」中提出「列車看守員的位置明確化」對策[8]。
- 2020年（令和2年）2月29日 - 當日後，綠色窗口結束營業[9][10]。

## 車站構造

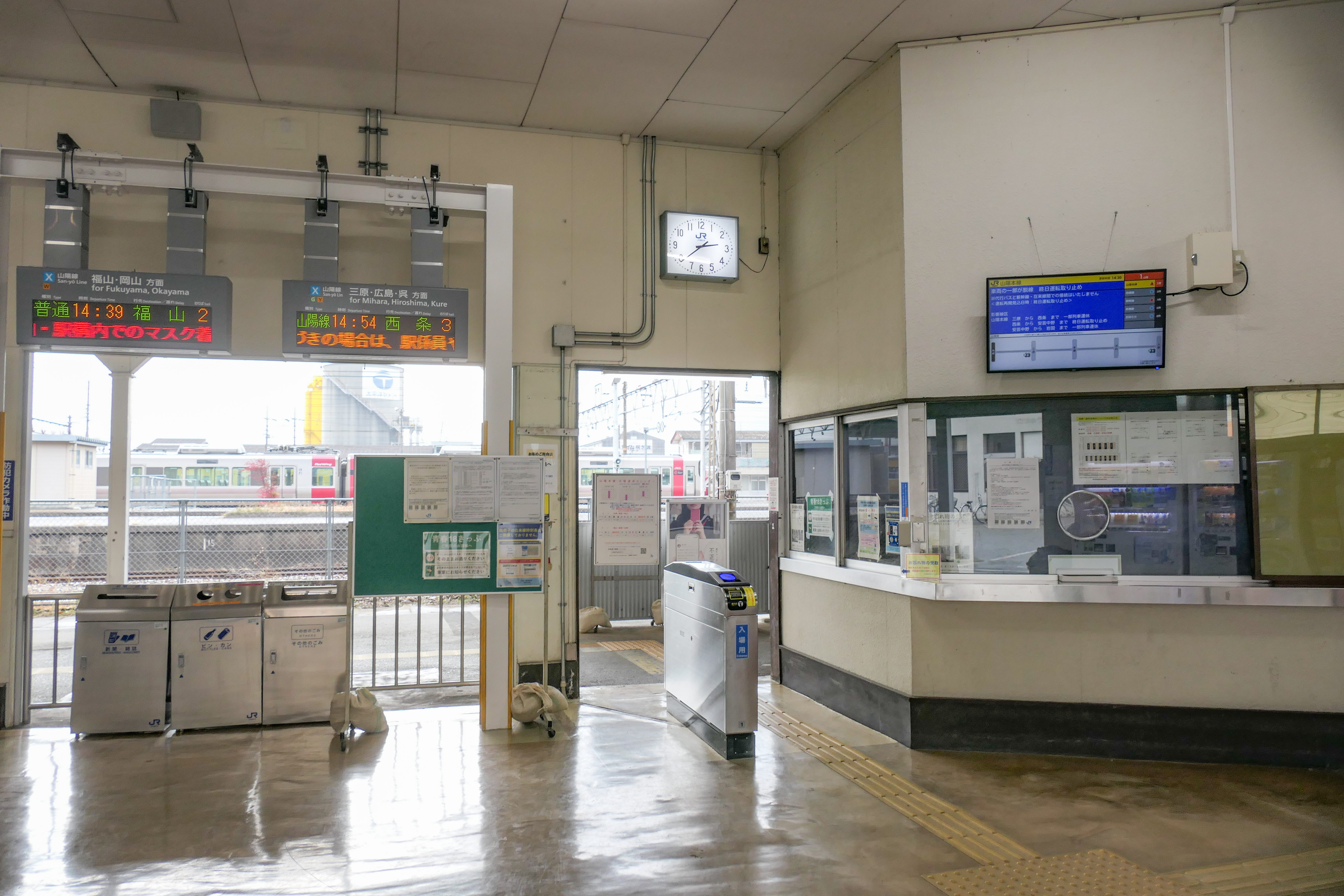
檢票口（2021年12月）

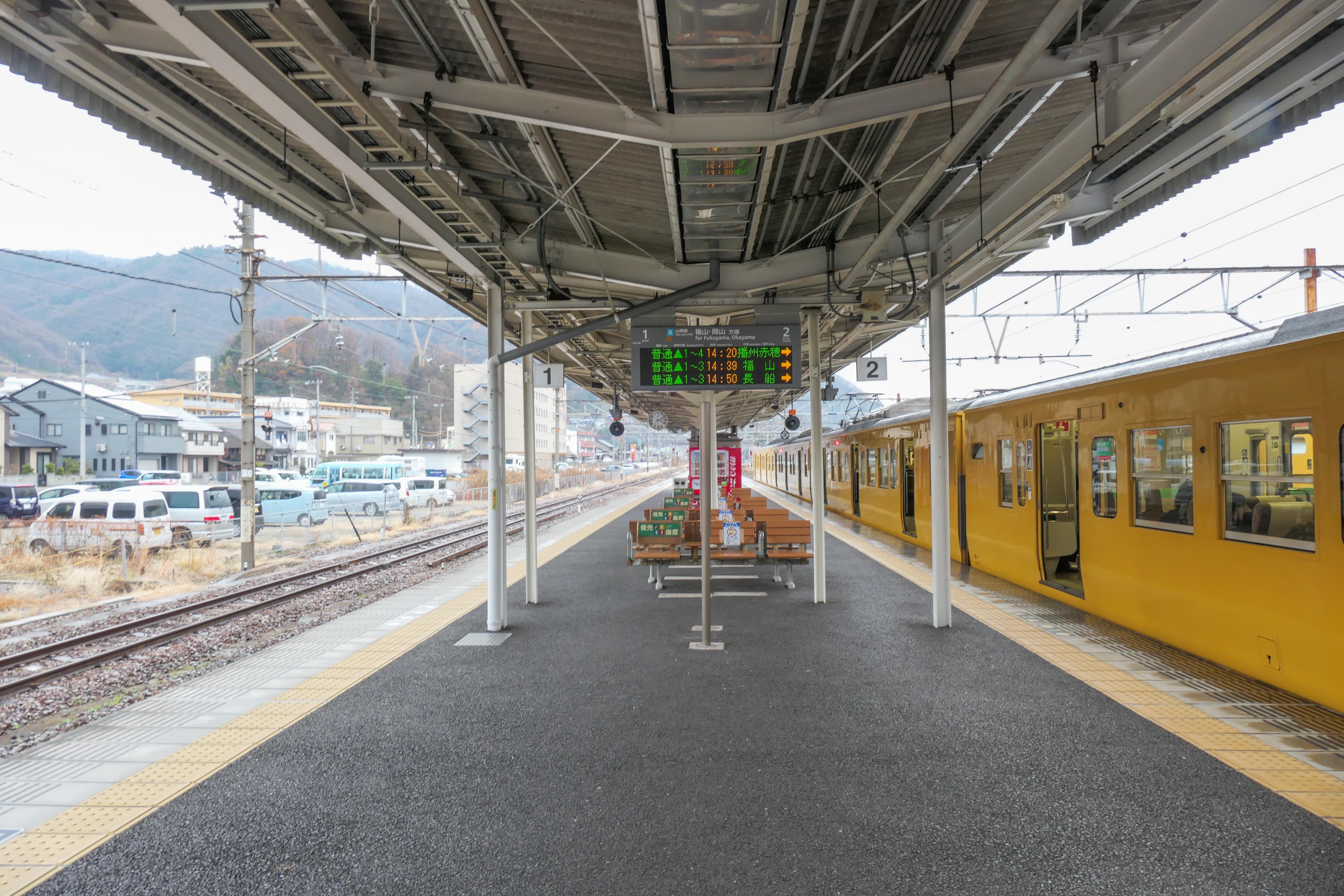
1號與2號月台（2021年12月）

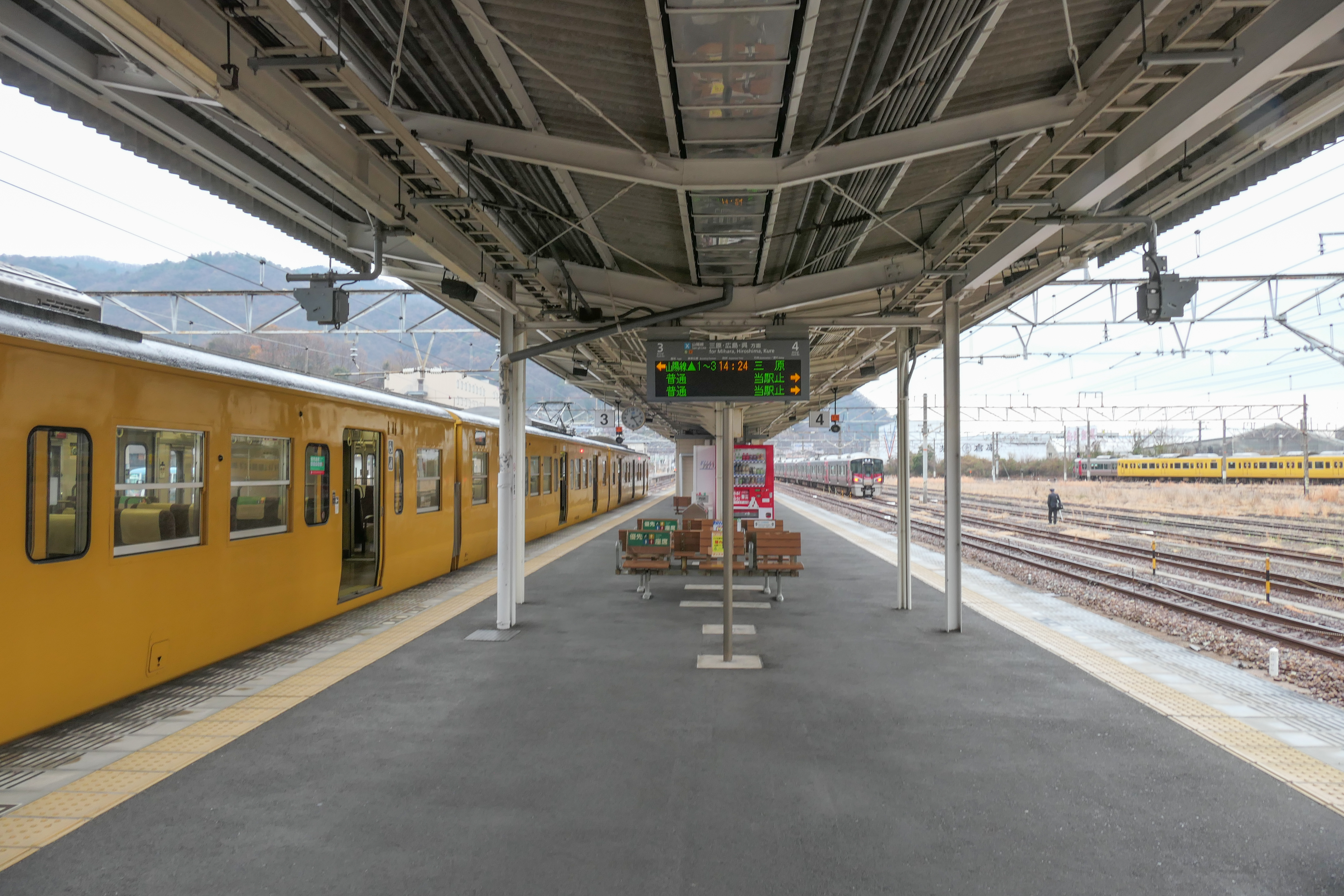
3號與4號月台（2021年12月）

車站是一座地面車站，設有2面4線的島式月台。車站大樓與月台之間設有跨線橋連接。曾經在下行月台設有小商店，售賣特產天婦羅烏冬，在停站中的列車可透過車窗購買。後來該小商店結業後拆毀，現時變成為候車室。部分時期設有臥鋪特急（隼號）停站。在運輸系統上，旅客線路軌的編號為2至5號。在旅客資訊上，則使用1至4號月台。3號線（2號月台）為上行本線，5號線（4號月台）為下行本線。在旅客線路軌兩側設有沒有月台的1號線和6號線，兩線供貨物列車使用（6號線也可作為從三原出發的不載客列車使用）。在車站南邊設有多條留置線。此站曾經設有糸崎乘務員中心。此站也設定為夜間停泊車站。
車站是由尾道站管理的直營車站。櫃臺只於早上和黃昏才營業，在2020年3月1日以後，不再有櫃臺服務，並只在部分時段提供閘口服務。但是在運輸業務上，此站還未設定為無人車站。車站可以使用ICOCA與其互相可以使用的IC卡。車站設有簡易式自動閘機，因此在下車時只需要把車票交給車站職員（在沒有車站職員當值時，把車票投進閘機旁的收集箱）。由於櫃臺營業期間較短，因此此直營車站中，自動售票機售出的車票上，會印上圓圈加上字，這代表車站是無人車站或簡易委託車站。

### 月台
| 月台 | 路線     | 上下行 | 方向                        |
| ---- | -------- | ------ | --------------------------- |
| 1・2 | 山陽本線 | 上行   | 尾道、福山、岡山方向        |
| 3・4 | 山陽本線 | 下行   | 三原、廣島、（ 吳線）吳方向 |

以上路線編號是來自JR西日本官方網站的全體路線圖。當中，福山方向是水藍色，廣島方向是綠色。截至2016年3月時間表修正時，在旅客資訊中，兩方向均為水藍色。隨後在2017年3月起陸續更新旅客資訊牌上的路線編號，包括在跨線橋上與月台上。在下行方向變為（廣島方向）與（吳線），上行方向為（福山方向）與（福山至岡山之間）。在車站時間表與路線顏色也作出更新，在站名牌中兩方向為水藍色，在下行出發列車牌上使用了以為主體，另外加設和直通方向的路線編號，但顯示方式並不固定。
2號月台為上行本線（3號線），4號月台為下行本線（5號線）。待避線為1號月台（2號線）與3號月台（4號線），這兩月台只供部分從此站出發的列車，以及在此站待避的貨運列車使用。另外，1號月台可連接岡山方向的路軌，3號月台可連接廣島方向的路軌。從廣島方向並以此站為終點站的列車中，若沒有可轉乘的從此站出發前往岡山的列車，會直接使用3號月台進行折返。在2019年3月16日時間表修正後，部分從岡山方向於此站為終點站的列車，會直接使用1番月台，隨後折返往岡山方向。

## 糸崎新營業所
糸崎新營業所是糸崎站南邊日本貨物鐵道（JR貨物）的貨櫃集散基地。可接受12呎的貨櫃起卸服務。在東福山站之間設有替代貨運列車的貨車班次，每日設有2.5往返班次（從此站出發為3班），為據點車站。
此站曾經設有貨運列車停站起卸，為一般車站。但是貨物起卸服務在1996年（平成8年）3月轉為貨車運送（汽車代行車站）。隨後，在2006年（平成18年）4月改名為「糸崎線外貨運站」（簡稱：糸崎ORS），截至2019年3月，業務規模改變，成為「糸崎新營業所」。
此站貨場曾經位於車站東北方與南方。車站南方的貨場鄰接三菱重工業、日本水泥糸崎工廠（現時：山陽白色水泥糸崎工廠），在糸崎倉庫附邊設有前往工廠、糸崎碼頭或糸崎港方向的專用線，設有多個分支點。

## 使用狀況
以下為近年1日平均乘車人次：
| 年度                | 1日平均 乘車人次 |
| ------------------- | ---------------- |
| 1987年（昭和62年）  | 1,839            |
| 1988年（昭和63年）  | 1,853            |
| 1989年（平成 元年） | 2,006            |
| 1990年（平成02年）  | 2,043            |
| 1991年（平成03年）  | 2,021            |
| 1992年（平成04年）  | 2,022            |
| 1993年（平成05年）  | 1,956            |
| 1994年（平成06年）  | 1,799            |
| 1995年（平成07年）  | 1,697            |
| 1996年（平成08年）  | 1,616            |
| 1997年（平成09年）  | 1,546            |
| 1998年（平成10年）  | 1,521            |
| 1999年（平成11年）  | 1,413            |
| 2000年（平成12年）  | 1,350            |
| 2001年（平成13年）  | 1,255            |
| 2002年（平成14年）  | 1,147            |
| 2003年（平成15年）  | 1,023            |
| 2004年（平成16年）  | 987              |
| 2005年（平成17年）  | 973              |
| 2006年（平成18年）  | 967              |
| 2007年（平成19年）  | 947              |
| 2008年（平成20年）  | 928              |
| 2009年（平成21年）  | 847              |
| 2010年（平成22年）  | 811              |
| 2011年（平成23年）  | 774              |
| 2012年（平成24年）  | 731              |
| 2013年（平成25年）  | 730              |
| 2014年（平成26年）  | 676              |
| 2015年（平成27年）  | 687              |
| 2016年（平成28年）  | 675              |
| 2017年（平成29年）  | 672              |

## 車站周邊
- 三原警署（日语：三原警察署）糸崎站前崗亭
- 廣島銀行ATM
- 7-11三原糸崎店
- 糸崎郵局
- 三菱三原醫院
- 三菱重工業紙、印刷機事業部
- 三菱重工業三原製作所、交通系統事業中心
- 國道2號（三原繞道（日语：三原バイパス）） 是國匝道（日语：是国ランプ）、時廣匝道（日语：時広ランプ）
- 國道185號（日语：国道185号）
- 道之驛三原神明之里（日语：道の駅みはら神明の里）
- 糸碕神社（日语：糸碕神社）
- 古城通公園(糸崎鐵道學校遺址)
- 濱吉(便當製造商。除了在此站發售外，也於三原、福山、岡山站等車站也有發售。)

## 巴士路線
在車站前的國道185號沿線上設有糸崎站前巴士站（日语：／）。
東行
- 鞆鐵道（日语：鞆鉄道）（鞆鐵巴士）
  - 登山口方向
  - 上福地方向

西行
- 鞆鐵道（鞆鐵巴士）
  - 三原前方向

## 其他
此站所在的町名稱是「糸崎町」。在三原市於2006年（平成18年）8月28日實施的住址顯示中，把町內分割並改名，使此站變為位於「糸崎四丁目」。
在下行車站三原站與此站之間設有岡山分社與廣島分社的邊界（在路線與國道185號立體交錯中設有邊界牌）。此站以東由岡山分社管轄，使岡山、廣島地區互相直通運行的列車會在此進行乘務員交班情況。在2009年（平成21年）3月前，設有多班互相直通列車的班次，因此經常可看見乘務員交班，在同年時間表修正後，削減此駅以東（及以西）的直通列車班次。截至2018年3月17日，在日間從廣島、三原方向的列車會在此站為終點站，從岡山方向的列車會在此站或三原站為終點站。因此除了設有直通列車駛越該兩站外，其本上均在三原站或此站轉乘列車。在2019年3月16日時間表修正中，所有經白市的直通運行班次取消。1班從廣島站出發經吳線前往福山的快速「安芸路快車」（在廣站為普通列車）是三原以西唯一直通列車，隨後在2020年3月14日時間表修正中縮知至此站。使來往吳線至三原站以西的定期旅客列車全部廢止。

## 相鄰車站
西日本旅客鐵道
 山陽本線（三原站以西為）
尾道－糸崎－三原

## 注腳
1. ↑  日本交通公社時間表1980年1月號
2. ↑  JR時間表1992年11月號、12月號
3. ↑  .   [2020-03-25]. （原始内容存档于2020-03-24）.
4. ↑  .   [2020-03-25]. （原始内容存档于2020-03-24）.
5. ↑  . 廣島電視台. 2017-02-11  [2017-02-13]. （原始内容存档于2017-02-14）.
6. ↑  . 中國放送. 2017-02-11  [2017-02-13]. （原始内容存档于2017-02-14）.
7. ↑  . 運輸安全委員會. 2017-02-13  [2017-02-13]. （原始内容存档于2017-02-14）.
8. ↑   (PDF). 西日本旅客鐵道: 29. 2017  [2018-09-11]. （原始内容存档 (PDF)于2017-10-31）.
9. ↑  . 西日本旅客鐵道.   [2020-01-31]. （原始内容存档于2020-01-31）.
10. ↑   (PDF) (新闻稿). 西日本旅客鐵道岡山分社. 2020-01-30  [2020-02-02]. （原始内容 (PDF)存档于2020-02-02） （日语）.
11. ↑   (PDF). JR出門網.   [2016-04-21]. （原始内容存档 (PDF)于2015-03-18）.PDF
12. ↑  廣島縣統計年鑑
13. ↑   (PDF).   [2020-03-25]. （原始内容存档 (PDF)于2020-05-14）.
14. ↑   (PDF).   [2020-03-25]. （原始内容存档 (PDF)于2018-12-14）.
15. ↑  『コンパス時刻表』2019年3月號，p.193,p.372，交通新聞社（日语：交通新聞社）
16. ↑  『コンパス時刻表』2020年3月號，p.369-374，交通新聞社

## 外部連結
- 糸崎｜車站資訊：JR出門網 - 西日本旅客鐵道